# Dolga vas, Kočevje
Dolga vas (nemško: Grafenfeld / Krapfenfeld, kočevarsko: Kropfnwold / Kropfmvolt) je naselje v občini Kočevje.